# José de Peralta Barnuevo
José Antonio de Peralta Barnuevo y Rocha Benavides (Lima, Virreinato del Perú, 24 de abril de 1669–Buenos Aires, gobernación del Río de la Plata, 17 de noviembre de 1746) fue un catedrático y prelado criollo peruano que fuera nombrado octavo obispo de Buenos Aires desde 1741 hasta 1746 y que en este último año fuese electo obispo de La Paz pero falleciera antes de ocupar el puesto.

## Biografía
José Antonio de Peralta Barnuevo y Rocha Benavides nació en marzo de 1669 en la ciudad de Lima, capital del Virreinato del Perú, que formaba parte del Imperio español, siendo hijo de Francisco de Peralta y Barnuevo (n. España, ca. 1639) y la peruana Magdalena Rocha y Benavides (n. Lima, ca. 1649).
Hizo profesión religiosa en la Orden de Santo Domingo, y tras optar el grado de Doctor en Teología (1697) en la Universidad de San Marcos, ocupó en la misma las cátedras de Teología Moral (1711), Prima y Vísperas de Teología de Santo Tomás (1713), hasta jubilarse en ellas.
Como calificador y consultor del Santo Oficio, además de examinador sinodal del arzobispado, formuló doctos juicios que aparecen insertos en numerosas obras de su tiempo, inclusive en las de su hermano mayor Pedro de Peralta Barnuevo.
En tres períodos rigió la provincia de San Juan Bautista y el convento de su orden, llegando a ser vicario general. Como rector del Colegio de Santo Tomás (1720), edificó su segundo claustro.
Fue elegido candidato a obispo para la sede de Buenos Aires por el papa Clemente XII, quien lo nombró el 23 de junio de 1738. Tras esperar las correspondientes Bulas, en noviembre de 1740 fue consagrado en su ciudad natal por el obispo auxiliar el mercedario fray Francisco Gutiérrez Galiano.
Embarcó en El Callao el 12 de enero de 1741. Tras arribar al puerto de Valparaíso en Chile cruzó la cordillera de los Andes iniciando su visita pastoral. Rumbo a Buenos Aires pasó por los curatos de Baradero, San Antonio de Areco, y Luján. Llegó a su sede el 9 de junio de 1741 y desde el convento de Santo Domingo, se encaminó hacia la Catedral Metropolitana de Buenos Aires donde fue recibido por el clero y las autoridades civiles encabezadas por el gobernador Miguel de Salcedo.
Contó con la colaboración del nuevo provisor del obispado, Juan Antonio de Espinosa, que había sido cura de los Quilmes.
Si bien pudo apreciar muy pronto el estado de pobreza que se vivía en su diócesis y la consecuente dificultad para cobrar los diezmos, ordenó a la Hermandad de la Santa Caridad de Nuestro Señor Jesucristo que suspendiera la realización gratis de los entierros para pobres que efectuaba en el cementerio anexo al templo de la Hermandad, debido al pedido de los sacerdotes de los otros templos, que veían perjudicados sus ingresos.
Volvió a Luján en junio de 1741 y desde fines de ese año hasta febrero del siguiente permaneció en la ciudad de Santa Fe, pasando luego a las doctrinas jesuíticas del noreste. En cartas posteriores al rey Peralta expresaba su alegría ante la obra evangelizadora de la Compañía.
Pasó a la ciudad de Corrientes visitando las reducciones de los padres franciscanos.
Durante su episcopado, los jesuitas fundaron el Colegio de Nuestra Señora de Belén en el barrio del Alto de San Pedro, conocido también como la Residencia, donde tiempo después se erigiría la Parroquia de San Telmo.
Cerrado el cementerio, la Hermandad, encabezada por el padre Juan Alonso González, se abocó a construir un Hospital de la ciudad con una sala con 11 camas, naciendo el actual Hospital Rivadavia. Pero en 1745 Peralta decidió trasladar al padre González a la provincia de Córdoba para acompañar a las primeras monjas del monasterio de Santa Catalina de Siena, primer monasterio de monjas en la ciudad, del que fue designado Capellán, por lo que se vio obligado a dejar la Hermandad.
El 30 de julio de 1746, luego de asistir a una fiesta, anunció que excomulgaría a quienes participaran de bailes que se efectuaran en casas particulares.
En marzo de 1746 al quedar vacante el obispado de La Paz, Peralta fue propuesto para ocupar esa sede. No obstante, en el mes de noviembre, poco antes de partir enfermó. Murió el 17 de ese mes en Buenos Aires a los 77 años de edad. Fue sepultado en la Catedral el viernes 18 por la noche.
El 23 de noviembre el Cabildo eclesiástico designó provisor y vicario capitular al deán Bernardino Verdún y Villaysán. La diócesis permaneció vacante hasta el 6 de diciembre de 1751. Fueron hasta esa fecha propuestos el deán de la catedral de Lima Felipe José Manrique de Lara, quien no alcanzó a enterarse de su nombramiento porque fue presentado al poco tiempo para el obispado de Panamá, y José Cayetano Pacheco de Cárdenas, natural de Arequipa, quien falleció el 11 de agosto de 1747 sin llegar a consagrarse.
Finalmente se hizo cargo Cayetano Marcellano y Agramont, elegido por Benedicto XIV el 23 de enero de 1749 y consagrado obispo el 3 de agosto de 1750, llegando a su sede el 6 de diciembre de 1751.